# Emilio Trivini
Emilio Trivini, né le 4 avril 1938 à Dongo et mort le 27 août 2022 à Rome, est un rameur italien.
Il participe aux Jeux olympiques d'été de 1964 et aux Jeux olympiques d'été de 1968. En 1964, il remporte la médaille d'argent en participant à l'épreuve du quatre barré avec ses coéquipiers Renato Bosatta, Giuseppe Galante, Franco De Pedrina et Giovanni Spinola. En 1968, toujours dans la même épreuve, il termine à la quatrième place.

## Palmarès

### Jeux olympiques
- Jeux olympiques de 1964 à Tokyo,  Japon
  -  Médaille d'argent (quatre barré).

### Championnats d'Europe
- Championnats d'Europe d'aviron 1964 à Amsterdam,  Pays-Bas
  -  Médaille de bronze (quatre barré).